# 安部浩
安部 浩（あべ ひろし、1971年7月28日 - ）は、日本の哲学者、環境倫理学者。京都大学大学院人間・環境学研究科教授。専門はマルティン・ハイデッガー、ハンス・ヨナスを中心としたドイツ現代哲学。学位は博士（人間・環境学）（京都大学・1999年）。

## 経歴
- 1990年3月 東大寺学園高等学校卒業
- 1990年4月 京都大学文学部哲学科入学
- 1993年
  - 3月 大学院3年次進学のため、京都大学文学部を中途退学。
  - 4月 京都大学大学院人間・環境学研究科修士課程入学
- 1995年3月 京都大学大学院人間・環境学研究科修士課程修了、修士（人間・環境学）。
- 1995年4月 京都大学大学院人間・環境学研究科博士課程入学
- 1999年5月 京都大学大学院人間・環境学研究科博士課程修了、博士（人間・環境学）。博士論文は「「現」- そのロゴスとエートス」[3]。
- 2000年4月 京都大学大学院人間・環境学研究科助手
- 2003年5月 総合地球環境学研究所研究部助手
- 2006年4月 京都大学大学院人間・環境学研究科准教授
- 2016年4月 京都大学大学院人間・環境学研究科教授（現職）

また、1999年から2000年にかけて佛教大学で非常勤講師を務めていた。

## 著書

### 単著
- 『「現」/そのロゴスとエートス――ハイデガーへの応答』晃洋書房、2002年。

### 共編
- 『知を愛する者と疑う心――懐疑論八章』戸田剛文、佐藤義之共編、晃洋書房、2008年。
- 『ハイデガー読本』森一郎、秋富克哉、古荘真敬共編、法政大学出版局、2014年。
- 『続・ハイデガー読本』森一郎、秋富克哉、古荘真敬共編、法政大学出版局、2016年。

### 共著・分担執筆
- 『知の21世紀的課題――倫理的な視点からの知の組み換え』石田三千雄、山内広隆、石崎嘉彦共編 ナカニシヤ出版、2001年。
- 『京都学派の遺産――生と死と環境』小川侃編 晃洋書房、2008年。
- 『地球環境学事典』立本成文、日髙敏隆監修 総合地球環境学研究所編 弘文堂、2010年。
- 『環境史とは何か』松田裕之、湯本貴和、矢原徹一共編 文一総合出版、2011年。